# Garnitur

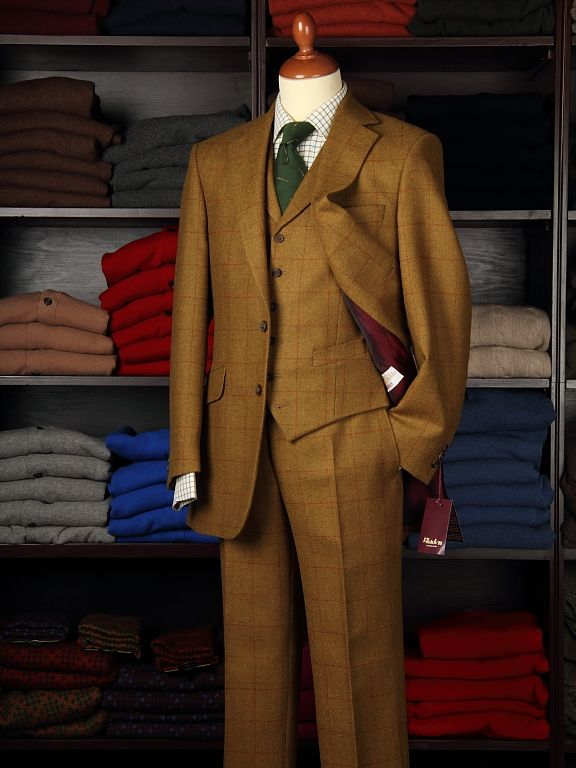
Tradycyjny trzyczęściowy garnitur z jednorzędową marynarką i dobraną kamizelką

Garnitur – męski ubiór jedno-, dwu- lub trzyczęściowy, składający się ze spodni, marynarki i kamizelki (w niektórych garniturach kamizelka bywa pomijana).
Zazwyczaj wszystkie trzy elementy uszyte są z tego samego materiału (tkaniny), czasami stosuje się również kamizelkę w innym kolorze (np. w ciekawy wzór – kraty, prążki, etc., lub gładkie) i wykończone w podobny sposób. Dopełnieniem garnituru zwykle są odpowiednio dobrane: koszula, krawat, skarpetki i półbuty na cienkiej skórzanej podeszwie.  Inicjatorem garnituru w modzie męskiej był w XVIII w. Brytyjczyk George Bryan „Beau” Brummell.
Jest to popularne ubranie męskie noszone na co dzień w pracy, uroczystości w ciągu dnia, jak i po zmroku, np. śluby i wesela. W tradycyjnie pojmowanej klasyfikacji formalności stanowi odzież nieformalną dzienną, jednak współcześnie, w dobie odformalniania elementów garderoby, z powodzeniem stanowi również strój wieczorowy.

## Cechy szczególne
Garnitur tradycyjnie wykonany jest z wełny (około 90% ogółu), jednak spotyka się również wykonane w całości z bawełny, lnu, moheru, kaszmiru, włókien konopnych (które stanowią świetną alternatywę dla wegetarian, czy wegan), poliestru i innych włókien syntetycznych, oraz miksów powyższych materiałów. Tkaniny na garnitur mogą przyjmować różne parametry - splot, średnicę włókien, gramaturę, wzór. Najogólniej mówiąc, sploty może podzielić na te luźniejsze i ciaśniejsze - chodzi o to, jak bardzo przylegają do siebie włókna, im ciaśniej tym gorsza cyrkulacja powietrza, a co za tym idzie wzrasta poczucie ciepła, sprawdza się to w tkaninach na okres jesienno-zimowy, luźne sploty zaś na wiosnę i lato. Średnicę włókien wyraża się w mikronach (μm), im parametr niższy, tym włókno jest cieńsze, a tkanina delikatniejsza, bardziej szlachetna, a co za tym idzie droższa. Średnia włókien tkanin garniturowych waha się pomiędzy 12 a 19 μm, najczęściej 17-19. Gramatura, podobnie jak splot, odgrywa istotną rolę we właściwościach termoregulacyjnych tkaniny, jest to masa tkaniny w przeliczeniu na jednostkę powierzchni (w kontynentalnej Europie wyrażona w gramach na metr kwadratowy, w krajach anglosaskich w uncjach na jard kwadratowy lub metr kwadratowy). W garniturach wiosenno-letnich najlepsze będą tkaniny z przedziału do około 260 g/m2, jesienno-zimowe powyżej 300 g/m2, w garniturach konfekcyjnych zazwyczaj stosuje się tkaniny o przeznaczeniu całorocznym (250-320 g/m2). Przyjęło się, że im tkanina cięższa, tym jest mniej gniotliwa, jak również trwalsza. Wzór tkanin garniturowych można najogólniej podzielić na cztery kategorie: gładkie, w prążki, w kratę i w drobne wzorki. Tkaniny gładkie uchodzą za najbardziej uniwersalne i najbardziej formalne, stanowią zdecydowaną większość odzieży konfekcyjnej. Tkanina w prążek charakterystyczna jest dla garniturów dziennych i biznesowych, optycznie wydłuża sylwetkę; często kojarzone są w bankowością, giełdą (tzw. power-suit), filmami gangsterskimi, najpopularniejsze tkaniny w prążek to pinstripe i prążki kredowe. Garnitury w kratkę stają się coraz bardziej popularne, stanowią ciekawą alternatywę do gładkich odpowiedników, są oryginalne i przykuwają uwagę; najpopularniejsze kraty to krata księcia Walii (PoW, Prince of Wales), glencheck oraz windowpane. Tkaniny we wzorki mogą z oddali wydawać się gładkie, jednak z bliższej odległości ujawniają prawdziwą fakturę, zaliczyć w nich poczet można pepitkę, jodełkę, czy żabie oczko.
Może on przybierać różne formy, być zarówno ubraniem jednoczęściowym, tzw. iren suit, czyli kombinezon, dwuczęściowy, tj. marynarka i spodnie, oraz trzyczęściowy - marynarka, spodnie i kamizelka. Marynarka natomiast może być jednorzędowa (jeden rząd guzików) lub dwurzędowa (dwa rzędy guzików), podobnie kamizelka. Brytyjczycy za garnitur uznają również stresemann/stroller.

### Marynarka
Najistotniejszą kwestią są odpowiednie proporcje marynarki, które wpłyną na pozytywny efekt wizualny lub jego brak. Odpowiednie proporcje tzn. wzajemne powiązanie długości, położenia guzików, szerokości klap, wysokości kozerki, wypełnienia ramion, długości i szerokości rękawów. Klasyczna moda męska wypracowała przez lata proporcje, które są idealne. Poniżej pokrótce omówiono poszczególne elementy anatomii marynarki:

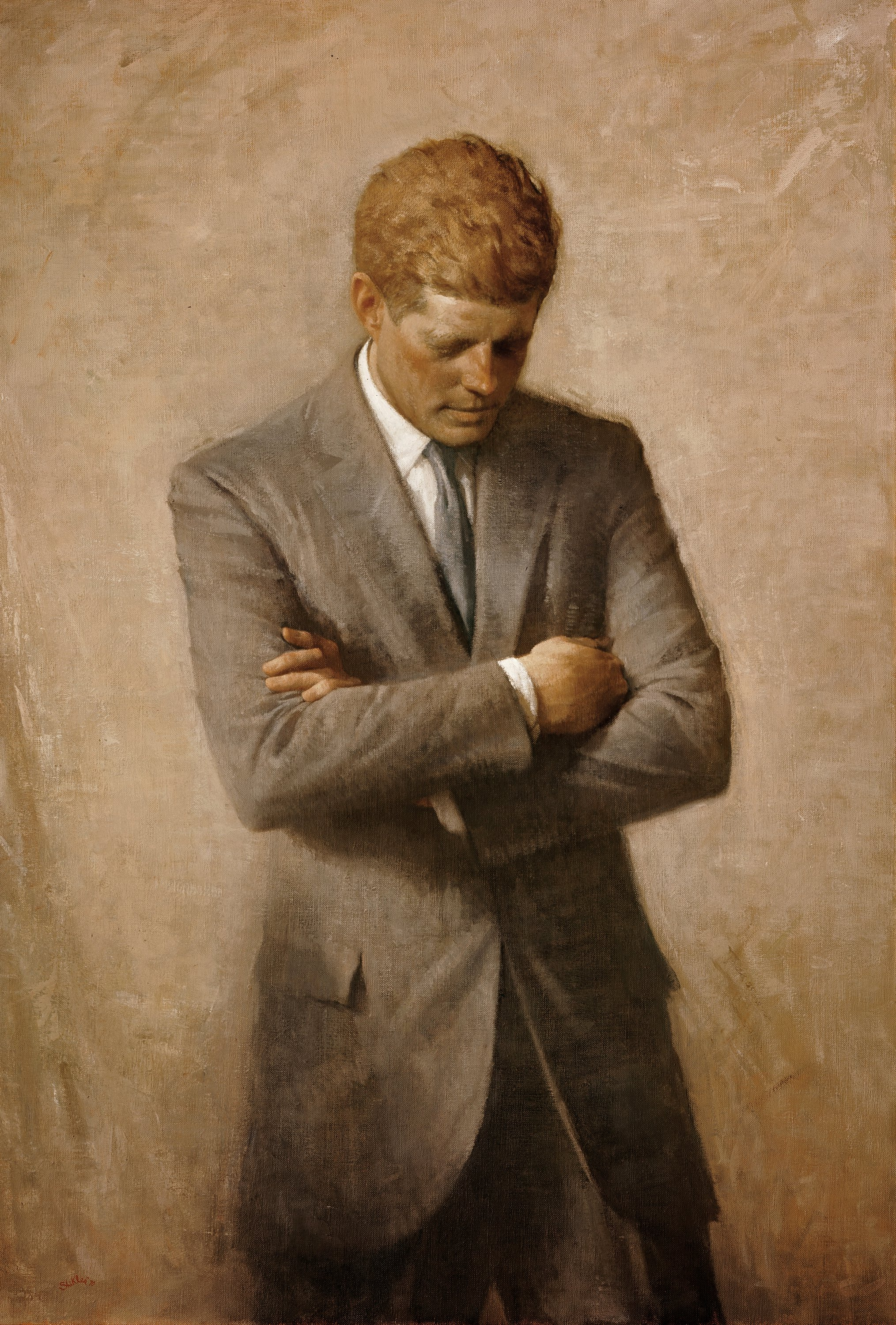
Prezydent Kennedy w wydłużonej marynarce jednorzędowego garnituru z początku lat 60. XX wieku

- Krój/fason zależny jest od trendów, jak i osobistych upodobań noszącego, w przeszłości królowały marynarki luźniejsze, czasem wręcz workowate (np. amerykański sack suit), współcześnie modne są marynarki taliowane, a wręcz przylegle. Uogólniając można wyróżnić kilka fasonów (od najbardziej dopasowanego do najluźniejszego): skinny, slim, taliored, regular, loose;
- Długość marynarki. Zgodnie z kanonem klasyki, marynarka powinna dzielić sylwetkę mniej więcej na pół (uwzględniamy tylko nogi oraz tułów, bez głowy i butów), sięgać przynajmniej połowy pośladków[8]. W ostatnich latach popularne stały się marynarki przykrótkie, które przypominają damskie żakiety, i nie dzielące sylwetki na pół;
- Rękawy w zależności od przeznaczenia marynarki/garnituru mogą mieć różną szerokość. W przypadku garniturów formalnych (wizytowych/wieczorowych) rękawy muszą być nieco szersze niż w przypadku tych mniej formalnych, ponieważ muszą pomieścić mankiet na spinki. Rękawy powinny kończyć się ok. 2 cm powyżej przegubu nadgarstka, gdyż mankiet koszuli zatrzymuje się właśnie na tym przegubie (bądź nieco wyżej), zaś kanon mówi o tym, iż koszula powinna wystawać nieznacznie (1–2 cm) spod rękawa marynarki. Z odpowiednio wytaliowaną marynarką, rękawy tworzą tzw. okno, tj. przerwę pomiędzy nimi, co korzystnie wpływa na wizualny efekt - wyszczupla sylwetkę;
- Wypełnienie ramion tworzone z poduszek różnej grubości, aby tworzyć sylwetkę kształcie litery V. W latach 80. i 90. modne były marynarki z mocnymi wypełnieniami, które współcześnie wyglądają karykaturalnie, obecnie skieruje się w stronę naturalnego wypełnienia lub jego braku, tak aby oddać możliwie naturalną sylwetkę noszącego. W wielu marynarkach niskiej jakości nikt o to nie dba, „betonując” ramiona olbrzymimi wkładami[9];

- Klapy (wyłogi), które mogą przyjmować kształt ostry (frakowy) lub otwarty. Ich szerokość oraz proporcje zmieniają się pod wpływem mody, za ponadczasowe uznaje się te o średniej szerokości (ok. 7–9 cm), klapy o szerokości powyżej 9 cm uznaje się za szerokie, zaś za wąskie uchodzą wyłogi węższe niż 6/7 cm[10];
- Kozerka jest miejscem łączenia się klap z kołnierzem. Na przestrzeni lat jej położenie ulegało zmianom zgodnie z modą, w przeszłości umiejscowiona była dość nisko, niejednokrotnie na wysokości lub poniżej brustaszy, współcześnie znajduje się w okolicach ramion;
- Kieszenie. Na lewej piersi znajduje się brustasza, po bokach zaś dwie kieszenie, czasem nad prawą znaleźć można także trzecią, mniejszą zwaną biletówką. Kieszenie boczne mogą przybierać różne formy - najpopularniejsze z patkami, bez patek (najformalniejsze) oraz nakładane (sportowe);
- Guziki, zazwyczaj od 1 do 3 w marynarce jednorzędowej i od 2 do 8 w marynarce dwurzędowej. Zazwyczaj wykonane są z plastiku, jednak bardziej cenione są guziki z materiałów naturalnych - rogu bawolego, masy rogowej, macicy perłowej, orzechów Corozo, metalu[11]. Guzik (górny w przypadku dwuguzikowych, środkowy w przypadku trzyguzikowych w marynarkach jednorzędowych) powinien być umiejscowiony w okolicach naturalnej wysokości talii, czyli najwęższego miasta torsu, pozwala to wysmuklić sylwetkę, a więc nadać jej atrakcyjny wizualnie wygląd[8]. Na rękawach również znajdują się guziki, w kolekcjach konfekcyjnych jest ich od 3 do 5 na rękaw, jednak zdarza się, że nie ma ich wcale. Często w garniturach z wyższej półki stosuje się rozpinane guziki w rękawach (tzw. mankiety apteczne/lekarskie) – ułatwia to np. mycie rąk, bez zagrożenia zmoczenia rękawów, w większości konfekcyjnych garniturów guziki są tylko przyszyte do rękawa i nie odpinają się;
- Rozcięcia (szlice). Najczęściej spotyka się marynarki z podwójnym rozcięciem, jednak spotykane są również z pojedynczym rozcięciem (sportowe) oraz bez rozcięć[12].

### Spodnie
Spodnie mogą przybierać różne fasony i wyróżniać się detalami. Na fason spodni składają się:
- Stan spodni – określa, jak spodnie są położone względem linii talii a bioder. Spodnie z wysokim stanem, kończącym się nad pępkiem, powinny być noszone tylko razem z marynarką. Spodnie ze średnim stanem kończą się pod pępkiem, a spodnie z niskim stanem są osadzone na biodrach (biodrówki), jednak nie jest to najlepszy wybór w przypadku spodni garniturowych - gorzej przytrzymują koszulę, przez co wychodzi ze spodni[13];
- Krój spodni – można wyróżnić trzy główne kroje: przylegające, obcisłe, luźne, spodnie mogą się zwężać ku dołowi, iść równomiernie w dół po linii prostej, czy rozszerzać poniżej kolana;
- Szerokość nogawki – szerokość nogawki zależy od preferencji noszącego. Można wyróżnić trzy szkoły: amerykańską (nogawki szerokie, powyżej 24 cm), włoską (wąskie, poniżej 20 cm), kontynentalną (konsensus pomiędzy poprzednimi)[14];
- Długość spodni – wiele zależy od szerokości nogawki, im węższa, tym spodnie powinny być krótsze; nogawka nie powinna sięgać obcasa, a kończyć się przynajmniej w połowie cholewki buta. Długość spodni ma wpływ na ilość załamań, spodnie powinny mieć jedno załamanie lub nie mieć takiego w ogóle, tworząc linię prostą z tyłu[15][16];
- Zakładki to kawałek podwójnie złożonej tkaniny zachodzący na bok, które zwiększają obwód spodni na linii bioder, zachowując odpowiedni rozmiar w pasie. Spodnie mogą być bez zakładek, z jedną zakładką oraz z dwiema zakładkami. Te ostatnie są najwygodniejsze w noszeniu i pozwalają unieść więcej w kieszeniach. Znaczenie ma też głębokość zakładek, przy jednej zakładce zwykle około 1–2,5 cm, przy dwóch większa 1–2,5 cm, a mniejsza 0,5–1 cm. Zakładka główna powinna iść wzdłuż kantu i przy tkaninie w paski kant powinien iść wzdłuż desenia. Mogą być skierowane na zewnątrz lub do wewnątrz. Tradycyjnie te na zewnątrz uważano za włoskie, a do wewnątrz za angielskie. Można spotkać się  opinią, że jeżeli spodnie są na szelki, to zakładki idą na zewnątrz, a jeżeli do paska, to do środka. Zaszewki, które łączą tkaninę, pozwalają ją lepiej dopasować i zszyć na gładko. Są zawsze stosowane z tyłu, ponieważ nadają spodniom trójwymiarowego kształtu. Kiedy noszono spodnie z wysokim stanem, zaszewki stosowano także z przodu. Pozwalało to zminimalizować różnicę między talią a biodrami. Przy niższym stanie są niepotrzebne z przodu, ale część krawców w Polsce nadal je stosuje.
- Kanty – podczas chodzenia nie powinny schodzić do środka czy na boki[17].

- Kieszenie – klasyczne, czyli wzdłuż szwa bocznego, z wypustkami (w ramkach) lub sportowe w poprzek szwa bocznego (jak w dżinsach). Tylne kieszenie – są opcjonalne, może być jedna czy dwie, patkami, bądź bez, jeśli z patkami, to czy guzik ma przechodzić przez patkę. Zegarówka (bilonówka) – mała kieszonka z przodu poniżej paska, czy z lewej, czy z prawej strony, czy z obu stron, czy z patką, czy bez, czy z guzikiem, czy bez guzika;
- Rozporek – zapinany na guziki albo suwak;
- Spodnie mogą być na pasek (ze szlufkami), czy na szelki (bez szlufek) – wówczas stosuje się wszyte do wewnątrz lub na zewnątrz sześć guzików, bądź szelki na tzw. żabki. W przypadku paska, spodnie mają szlufki, ich długość, szerokość, czy rozstaw zależny jest od parametrów paska - zazwyczaj w spodniach garniturowych pasek na szerokość 3–3,5 cm;
- Mankiet jest opcjonalny, jest to wywinięta na stałe nogawka spodni, rekomendowana szerokość to między 4, a 5 cm. Stosowana w zestawach koordynowanych lub garniturach sportowych. W strojach oficjalnych, jak np. frak lub smoking, mankiet jest wykluczony. Mankiet w wersji dla koneserów ubioru jest odpinany i zapinany na guzik[18];
- Zakończenie nogawki bez mankietu – po skosie. Zakończenie nogawki z mankietem – najczęściej poziome, ale w zachodnich renomowanych pracowniach można poprosić o skośny mankiet, uszyty zygzakiem na dole. Należy wcześniej idealnie trafić z długością nogawki, bo trudno potem nanieść poprawki[17].

### Kamizelka
Kamizelka może przybierać jedno- lub dwurzędowy fason. Zazwyczaj ma od 4 do 6 guzików (jednorzędowa), od 4 do 10 (dwurzędowa). Być całkowicie zrobiona z tkaniny zasadniczej (wówczas można ją nosić bez marynarki) bądź mieć plecy wykonane z podszewki; w niektórych przypadkach (frak, smoking, upalny klimat - zabieg czysto termoregulacyjny) rezygnuje się z pleców na rzecz pasów, które przytrzymują kamizelkę, wówczas marynarki się nie zdejmuje. Mogą posiadać kieszenie (maksymalnie 4) lub nie mieć ich wcale, posiadać klapy - podobnie jak w marynarkach otwarte, zamknięte, bądź kołnierz szalowy. Czasami stosuje się pasek na plecach, mający za zadanie ściągać nadmiar materiału.

## Typy garniturów
Ze względu na typ/formalność, garnitury można podzielić na:
- Wieczorowe/wizytowe – wszystkie elementy w kolorze granatowym, grafitowym lub czarnym, marynarka ma klapy zamknięte (szpiczaste), kieszenie bez patek (bądź patki schowane w kieszeń, jedyna możliwa koszula to w kolorze białym z francuskim (na spinki) mankietem, spodnie bez mankietów. Ciemny, stonowany krawat, biała poszetka i formalne czarne buty (wiedenki, lotniki[19])[20]. Jako męski strój wieczorowy może stanowić mniej formalną alternatywę dla fraka lub smokingu. Strój ten powinien wykonany być z wełny (może to być wełna wysokoskrętna, np. 130's wzwyż), dopuszczalna jest domieszka jedwabiu, kaszmiru lub moheru, która dodaje garniturowi subtelnego połysku, może przybierać formę z marynarką dwurzędową lub jednorzędową z obowiązkową kamizelką z tej samej tkaniny (garnitur trzyczęściowy), spodniami z wyższym stanem, mogą pojawić się zakładki, noszonymi z szelkami na guziki;
- Hybrydowy – nazwa opracowana przez polskiego blogera Jana Adamskiego; przybiera formę garnituru jednorzędowego (najczęściej granatowego) z marynarką o otwartych lub frakowych wyłogach w połączeniu z kontrastową kamizelką - gładką, w pepitkę lub kratę księcia Walii. Zestawiając go z białą koszulą i innymi dodatkami zapożyczonymi z garnituru wizytowego otrzymujemy ubiór na ślub i wesele dla pana młodego, świadka lub strój odpowiedni na ważne konferencje, do pracy dla prezesów, dyrektorów lub wysokiej rangi urzędników[20];
- Dzienne/robocze – wszystkie elementy w jednakowym kolorze - zazwyczaj odcienie szarości, marango, granat i odcienie ciemnego niebieskiego, rzadziej czerni, czasem w prążek lub inny wzór. Marynarka ma klapy otwarte lub zamknięte (w wersji dwurzędowej powstaje tzw. power-suit), kieszenie z patkami, czasem z małą kieszonką biletówką. Dowolny kolor koszuli, krawata, poszetki i butów. Strój powinien być wykonany z wełny, najlepiej odpornej na zagniecenia, tzw. traveller, czasami wykonany także z flaneli wełnianej. Zwany bywa wołem roboczym;
- Sportowe/spacerowe – panuje tu pełna dowolność formy: dowolny kolor i wzór, często występuje deseń taki jak: jodełka, krata, pepitka. Często wykonany z mniej formalnych tkanin: bawełny, lnu, sztruksu lub mieszanki owych materiałów, choć nie wyklucza wełny. Kieszenie mogą przyjmować różne formy - najczęściej nakładane, może się pojawić także kieszonka biletowa. Często występują spodnie z mankietem. W kwestii dodatków panuje duża dowolność. Buty brązowe lub w innym kolorze, lecz nie czarne, posiadają najczęściej zdobienia, tzw. ażury[21][20], dopuszczalne jest noszenie tenisówek, sneakerów, trampek[22], czy nawet espadryli[23].

Strój, w którym wszystkie elementy (marynarka, kamizelka, spodnie) uszyte są z różnych materiałów lub występują w innym kolorze lub deseniu nazywamy zestawem koordynowanym (kombinowanym) i posiada on niższą rangę formalności niżeli garnitury wizytowe, czy hybrydowy, może jednak być bardziej formalny niż garnitur dzienny, jak i sportowy.